# Caoyang Lu
Caoyang Lu (chiń. 曹杨路站) – stacja początkowa metra w Szanghaju, na linii 3, 4, 11 i 14. Zlokalizowana jest pomiędzy stacjami Zhenping Lu, Jinshajiang Lu, Longde Lu i Fengqiao Lu. Została otwarta 26 grudnia 2000.